# Адал (партия, Казахстан)
Партия «Адал» (каз. «Адал» партиясы; от каз. адал — честный) — бывшая политическая партия, функционировавшая в Казахстане в 2013—2022 годах. Была зарегистрирована 26 апреля 2013 года в результате объединения (слияния) партий «Адилет» и «Руханият». 26 апреля 2022 года произошло слияние партий «Аманат» и «Адал».

## История
26 апреля 2013 года партии «Адилет» и «Руханият» приняли решение об объединении в Партию «Бірлік».
На выборах в мажилис в 2016 году за партию проголосовали 0,29 % избирателей, партия заняла последнее шестое место и не прошла в парламент. По мнению партийцев, кампания прошла в полном соответствии с Конституцией, национальным и международным выборным законодательством и ЦИКом были обеспечены равные возможности и условия для всех политических партий, принявших участие в выборах.
Партия «Бірлік» не выдвигала своего кандидата на президентских выборах 2015 и 2019 годов.
5 ноября 2020 года в ходе заседания политсовета партии было принято решение о переименовании политической организации с «Бірлік» на «Адал».
20 ноября 2020 года опубликовано официальное постановление Центральной Избирательной Комиссии РК о допуске Общественного объединения "Политическая партия «ADAL» к участию в выборах депутатов маслихатов Республики Казахстан, избираемых по партийным спискам.
26 апреля 2022 года объединилась с партией Аманат, тем самым прекратив своё существование.

## Участие в выборах

### Парламентские выборы
| Выборы | Кол-во голосов | %    | Мест     | +/-   |
| ------ | -------------- | ---- | -------- | ----- |
| 2016   | 21 484         | 0,29 | 0 из 98  | новая |
| 2021   | 258 618        | 3,57 | 0 из 107 | +3,28 |